# Romeu Leite
Romeu Leite (* 28. Mai 1984 in Zürich) ist ein ehemaliger portugiesischer Fußballtorhüter.
Romeu Leite begann seine Fussballkarriere beim FC Zürich als Feldspieler. Als er zwölf Jahre alt war, verletzte sich der Stamm-Torhüter bei einem Hallenturnier und als Alternative musste Leite ins Tor. Die Mannschaft gewann das Turnier und Leite wurde als bester Torhüter ausgezeichnet.
Er durchlief alle Juniorenkategorien beim FC Zürich und war bis im Jahr 2005 Torhüter des U-21-Teams (1. Liga). Er machte sich vor allem im 2004 beim Fifa Youth Cup einen Namen. Mit zahlreichen Paraden zeigte der Portugiese sein Talent. Im Jahr 2005 wurde Romeo Leite an den FC Wohlen (Challenge League) ausgeliehen, im Frühjahr 2007 an YF Juventus. Im Sommer 2007 wechselte er mit einem 3-Jahres-Vertrag zum FC Wohlen. 2015 beendete er seine aktive Karriere beim SV Seebach.

## Karriere
- FC Zürich
- FC Wohlen (leihweise Saison 2004/2005)
- SC YF Juventus (leihweise Saison 2006/2007)
- FC Wohlen
- SV Seebach